# 북해군
북해군(北海郡)은 중국의 옛 군이다. 군국제를 시행할 때에는 북해국(北海國)이 설치됐다.

## 전한
경제 전2년(기원전 154년)에 교서왕 유앙의 난행을 이유로 교서국에서 삭감한 6현으로 설치했다. 무제가 13주를 설치하면서 청주자사부에 속했다. 원시 2년(2년)의 인구조사에 따르면 12만 7000호, 59만 3159명이 있었다. 아래의 속현 목록은 한서 지리지를 따른 것으로 원연·수화 지간(기원전 8년)의 현황으로 여겨지며, 일반적으로 첫 현이 군의 치소이다. 총 26현(9현 17후국)이다. 대략 현대의 웨이팡 시 중부·북부 지역에 해당한다.
| 현명     | 한자     | 대략적 위치                        | 비고                                                                                |
| -------- | -------- | ---------------------------------- | ----------------------------------------------------------------------------------- |
| 영릉현   | 營陵縣   | 웨이팡시 창러현 마송진(馬宋鎭)일대 | 혹 영구(營丘). 응소는 사상보의 도읍 영구라 했다.                                    |
| 극괴후국 | 劇魁侯國 | 웨이팡시 창러현 북서               |                                                                                     |
| 안구현   | 安丘縣   | 웨이팡시 안추시 남서               |                                                                                     |
| 집후국   | 瓡侯國   | ?                                  |                                                                                     |
| 순우현   | 淳于縣   | 웨이팡시 안추시 북동               | 춘추 주(州) 공국의 도읍이다.                                                        |
| 익현     | 益縣     | 웨이팡시 서우광시 남               |                                                                                     |
| 평수현   | 平壽縣   | 웨이팡시 창러현 남동               |                                                                                     |
| 극후국   | 劇侯國   | 웨이팡시 창러현 서                 |                                                                                     |
| 도창현   | 都昌縣   | 웨이팡시 창이시 북서               | 염관(鹽官)이 있다.                                                                  |
| 평망후국 | 平望侯國 | 웨이팡시 서우광시 북동             |                                                                                     |
| 평적후국 | 平的侯國 | ?                                  |                                                                                     |
| 유천후국 | 柳泉侯國 | 웨이팡시 창러현 남                 |                                                                                     |
| 수광현   | 壽光縣   | 웨이팡시 서우광시 북동             | 염관(鹽官)이 있다.                                                                  |
| 낙망후국 | 樂望侯國 | 웨이팡시 서우광시 동               |                                                                                     |
| 요후국   | 饒侯國   | 웨이팡시 서우광시 동               |                                                                                     |
| 짐현     | 斟縣     | 웨이팡시 남동                      | 옛 나라로 우의 후예다.                                                              |
| 상독현   | 桑犢縣   | 웨이팡시 남                        | 부증산(覆甑山)이 있어 개수(漑水)가 나와 동북으로 도창에 이르러 바다로 들어간다.     |
| 평성후국 | 平城侯國 | 웨이팡시 창이시 남동               | 건시 2년(기원전 31년) 교동경왕의 아들 유읍이 봉해져 북해군으로 옮겨졌다.            |
| 밀향후국 | 密鄕侯國 | 웨이팡시 창이시 남동               | 건시 2년(기원전 31년) 3월 교동경왕의 아들 유회가 봉해져 북해군으로 옮겨졌다.        |
| 양석후국 | 羊石侯國 | ?                                  | 영광 4년(기원전 41년) 3월 교동경왕의 아들 유회가 봉해졌고 이후 북해군으로 옮겨졌다. |
| 낙도후국 | 樂都侯國 | ?                                  | 건시 2년(기원전 31년) 교동경왕의 아들 유흔이 봉해져 북해군으로 옮겨졌다.            |
| 석향후국 | 石鄕侯國 | ?                                  | 영광 4년(기원전 41년) 3월 교동경왕의 아들 유리가 봉해졌고 이후 북해군으로 옮겨졌다. |
| 상향후국 | 上鄕侯國 | ?                                  | 영광 4년(기원전 41년) 3월 교동경왕의 아들 유흡이 봉해졌고 이후 북해군으로 옮겨졌다. |
| 신성후국 | 新成侯國 | ?                                  | 영광 4년(기원전 41년) 3월 교동경왕의 아들 유근이 봉해졌고 이후 북해군으로 옮겨졌다. |
| 성향후국 | 成鄕侯國 | 웨이팡시 안추시 북?                |                                                                                     |
| 교양후국 | 膠陽侯國 | 웨이팡시 가오미시 북서             |                                                                                     |

## 신나라
다음 현의 이름을 고쳤다.
| 전한       | 신             |
| ---------- | -------------- |
| 영릉(營陵) | 북해정(北海亭) |
| 극괴(劇魁) | 상부(上符)     |
| 안구(安丘) | 주질(誅郅)     |
| 집(瓡)     | 도덕(道德)     |
| 익(益)     | 탐양(探陽)     |
| 평망(平望) | 소취(所聚)     |
| 유천(柳泉) | 홍목(弘睦)     |
| 수광(壽光) | 익평정(翼平亭) |
| 악도(樂都) | 발롱(拔壟)     |
| 성향(成鄕) | 석악(石樂)     |

## 후한
신나라 말기, 장보가 이 군의 극현을 중심으로 제나라 지역을 평정하고 한나라 황제 유영에게서 제왕에 봉해졌으나, 29년 광무제에게 패배하고 항복했다.
37년(후한 광무제 건무 13년) 치천국, 고밀군, 교동국의 3국을 통폐합하면서 군역이 넓어졌다. 18성 158,641호 853,604명을 거느렸다.
| 현명     | 한자     | 대략적 위치                             | 비고 |
| -------- | -------- | --------------------------------------- | --- |
| 극현     | 劇縣     | 웨이팡시 창러현 서                      | 옛 기나라(紀國)이 있었던 기정(紀亭)이 현경내에 있다.                                                                             |
| 영릉현   | 營陵縣   | 웨이팡시 창러현 남동 마송진(馬宋鎭)일대 | |
| 평수현   | 平壽縣   | 웨이팡시 창러현 남동                    | 전한- 후한교체기에 짐현이 통폐합되었고 옜 짐현은 짐성(斟城)으로 기록되어 있다. 한국(寒國)이 봉해진 한정(寒亭)이 현경내에 있었다. |
| 도창현   | 都昌縣   | 웨이팡시 창이시 북서                    | |
| 안구현   | 安丘縣   | 웨이팡시 안추시 남서                    | 거구정(渠丘亭)이 현경내에 있었다. 198년(후한 헌제 건안 3년) 성양군으로분리되었다.                                                |
| 순우현   | 淳于縣   | 웨이팡시 안추시 북동                    | 97년(후한 화제 영원 9년) 복구되었다. 밀향(密鄕)이 현경내에 있었다. 198년(후한 헌제 건안 3년) 성양군으로분리되었다.               |
| 평창후국 | 平昌候國 | 웨이팡 시 주청 시 북                    | 낭야국에서 이관되었다. 누향(蒌鄕)이 현경내에 있었다. 198년(후한 헌제 건안 3년) 성양군으로분리되었다.                             |
| 주허후국 | 朱虛候國 | 웨이팡시 린추현남동                     | 낭야국에서 이관되었다. 107년(후한 안제 영초 원년) 본군의 속현이 되었다.                                                          |
| 동안평현 | 東安平縣 | 쯔보시 동                               | 치천국에서 이관되었다. |
| 고밀후국 | 高密候國 | 웨이팡 시 가오미 시 남서                | 고밀국에서 이관되었다. 198년(후한 헌제 건안 3년) 성양군으로분리되었다.                                                           |
| 창안후국 | 昌安候國 | 웨이팡 시 안추 시 남동                  | 고밀국에서 이관되었다. 후한초기 폐지되었다가 안제때 복구되었다. 198년(후한 헌제 건안 3년) 성양군으로분리되었다.                  |
| 이안후국 | 夷安候國 | 웨이팡 시 가오미 시                     | 고밀국에서 이관되었다. 후한초기 폐지되었다가 안제때 복구되었다. 198년(후한 헌제 건안 3년) 성양군으로분리되었다.                  |
| 교동후국 | 膠東候國 | 웨이팡 시 핑두 시                       | 교동국에서 이관되었다. |
| 즉묵후국 | 即墨候國 | 웨이팡 시 핑두 시 남동                  | 교동국에서 이관되었다. |
| 장무현   | 壯武縣   | 칭다오시 지모시 서                      | 교동국에서 이관되었다. 후한초기 폐지되었다가 안제때 복구되었다. 198년(후한 헌제 건안 3년) 성양군으로분리되었다.                  |
| 하밀현   | 下密縣   | 웨이팡시 창이시 동                      | 교동국에서 이관되었다. 후한초기 폐지되었다가 안제때 복구되었다.                                                                  |
| 정현     | 挺縣     | 옌타이시 라이양시 남                    | 교동국에서 이관되었다. |

후한말인 198년(후한 헌제 건안 3년) 장무, 순우, 고밀, 창안, 평창, 이안, 안구현이 신설된 성양군으로 이관되었다. 206년(후한 헌제 건안 11년) 북해국에서 북해군으로 격하되었다.
| 개편전 | 개편전                                                   | 개편후 | 개편후                                                   |
| ------ | -------------------------------------------------------- | ------ | -------------------------------------------------------- |
| 북해국 | 극, 영릉, 평수, 도창, 주허, 동안평, 교동, 즉묵, 하밀, 정 | 북해군 | 극, 영릉, 평수, 도창, 주허, 동안평, 교동, 즉묵, 하밀, 정 |
| 북해국 | 안구, 순우, 평창, 고밀, 창안, 이안, 장무                 | 성양군 | 안구, 순우, 평창, 고밀, 창안, 이안, 장무                 |

## 위진
서진초에 다음과 같이 분할편입되면서 사라졌다.
| 개편전 | 개편전         | 개편후 | 개편후           |
| ------ | -------------- | ------ | ---------------- |
| 북해군 | 즉묵, 정       | 장광군 | 즉묵, 정         |
| 북해군 | 극, 영릉, 주허 | 동완군 | 극, 영릉, 주허   |
| 북해군 | 평수, 하밀     | 제남국 | 평수, 하밀       |
| 북해군 | 안평, 도창     | 제국   | 안평, 도창, 교동 |

## 북위
청주에 속했으며 5현 17,587호 46,549명을 거느렸다.
| 현명   | 한자   | 대략적 위치                               | 비고                                                                                 |
| ------ | ------ | ----------------------------------------- | ------------------------------------------------------------------------------------ |
| 하밀현 | 下密縣 | 웨이팡 시 창이 시 동 위자진일대           |                                                                                      |
| 극현   | 劇縣   | 웨이팡 시 창러 현 서 서 요구진일대        | 서진대 낭야국으로 이관되었다가 후에 본군으로 돌아왔다. 창산(倉山)이 현경내에 있었다. |
| 도창현 | 都昌縣 | 웨이팡 시 웨이청 구 북 행부진(杏埠镇)일대 | 서위장총(徐偉長冢)이 현경내에 있었다.                                                |
| 평수현 | 平壽縣 | 웨이팡시 창러현 남동                      | 군의 치소가 있었다. 부산(浮山), 금관산(金關山)이 현경내에 있었다.                    |
| 교동현 | 膠東縣 | 웨이팡 시 동                              | 봉명총(逢萌冢)이 현경내에 있었다.                                                    |

## 수
수나라 초기 제군, 낙안군, 북해군등을 관할한 청주에서 속군이 폐지, 10여개현으로 개편되었고 대업초기 군현제가 재실시되면서 청주가 그대로 북해군으로 개명됨에 따라 옛 제군, 낙안군지역으로까지 군역이 확장되었다. 10현 147,845호를 거느렸다.
| 현명   | 한자   | 대략적 위치                                         | 비고 |
| ------ | ------ | --------------------------------------------------- | --- |
| 익도현 | 益都縣 | 웨이팡 시 칭저우 시                                 | 제군에 속했으나 개황초 제군이 폐지되었고 대업초 북해군이 복치되자 북해군의 속현이 되었다. 요산(堯山), 연산(鋋山)이 현경내에 있었다. |
| 임치현 | 臨淄縣 | 쯔보 시 린쯔 구                                     | 동안평현, 서안현과 함께 북제때 폐지되었다. 596년 복구되었고 일부지역에서 시수현(時水縣)이 신설되었다. 대업초기 고양현과 시수현이 본현에 통폐합되었다. 사산(社山), 규산(葵丘), 우산(牛山), 직산(稷山)이 현경내에 있었다.                      |
| 천승현 | 千乘縣 | 둥잉 시 광라오 현                                   | 개황초 낙안군이 폐지되면서 본군의 속현으로 편입되었다. |
| 박창현 | 博昌縣 | 빈저우 시 보싱 현 호빈진(湖濱鎭) 채학촌(寨郝村)일대 | 596년 낙안현(樂安縣)에서 지금의 이름으로 개명되었다. 598년 신하현(新河縣)이 신설되었으나 대업초 통폐합되었다. |
| 수광현 | 壽光縣 | 웨이팡 시 서우광 시                                 | 596년 여구현(閭丘縣)이 신설되었으나 대업초 통폐합되었다. |
| 임구현 | 臨朐縣 | 웨이팡 시 린추 현                                   | 586년 창국현(昌國縣)에서 봉산현(逢山縣)으로 개명되었고 반양현(般陽縣)이 신설되었다. 대업초 지금의 이름으로 개명되면서 반양현이 통폐합되었다. 봉산(逢山), 기산(沂山), 목릉산(穆陵山), 대현산(大峴山), 문수(汶水), 오수(浯水)가 현내에 있었다. |
| 도창현 | 都昌縣 | 웨이팡 시 웨이청 구 북 행부진(杏埠镇)일대           | 기산(箕山), 부산(阜山), 백랑산(白狼山)이 현경내에 있었다. |
| 북해현 | 北海縣 | 웨이팡 시                                           | 옛 북해군 하밀현(下密縣)이었다. 북제때 북해군이 고양군으로 개명되었고 개황초 군이 폐지되었다. 596년 그지역이 유주(濰州)로 분리되었으나 대업초 주가 폐지되면서 북해군의 속현이 되었고 이름또한 지금의 이름으로 바뀌었다.                      |
| 영구현 | 營丘縣 | 웨이팡시 창러현 남동                                | 북제때 폐지되었으나 596년 복구되었다. 총각산(叢角山), 여절산(女節山)이 현경내에 있었다. |
| 하밀현 | 下密縣 | 웨이팡 시 창이 시 동 위자진일대                     | 북위때 교동현이다. 북제때 폐지되었다가 586년 유수현(濰水縣)이란 이름으로 복구되었다. 대업초 지금의 이름으로 개명되었다. 철산(鐵山), 개수(溉水)가 있었다.                                                                                     |

## 군수·태수

### 전한
- 주읍(? ~ 기원전 66년)
- 범연수(? ~ 기원전 27년)

### 후한 (북해상)
- 동선(광무제 시기)
- 공융(190년 ~ 196년)